# Žilinský hrad
Žilinský hrad je zaniklý hrad v Žilině, jehož pozůstatky se našly až v roce 2008. První zachovalá písemná zmínka o hradu je z roku 1318, když byl hrad ve vlastnictví Matúše Čáka Trenčínského. Nicméně hrad může být i starší. Naposledy byl hrad písemně zmiňován v roce 1457. Historik Richard Marsina tvrdí, že tehdejší majitelé Žiliny Detrikové začali po roce 1270 stavět Žilinský hrad, kvůli opevnění a ochraně před útoky. Nicméně historie hradu není jednoznačná a existuje mnoho hypotéz o jeho dějinách a významu.
Až na přelomu května a června 2008 se během archeologického průzkumu objevily pozůstatky Žilinského hradu. Zbytky kamenné věže se našly vedle Katedrály Nejsvětější Trojice u Farských schodů v centru města. Podle vedoucího výzkumu Jozefa Hošše jde o nejvýznamnější současný objev v Žilině, který přepíše její dějiny. Věž s vnitřním průměrem 8 m a vnějším 14 m mohla mít výšku až 20 metrů. Jde pravděpodobně o obrannou věž z 13. století. Věž se rozměry shoduje s věží na Budatínském hradě.

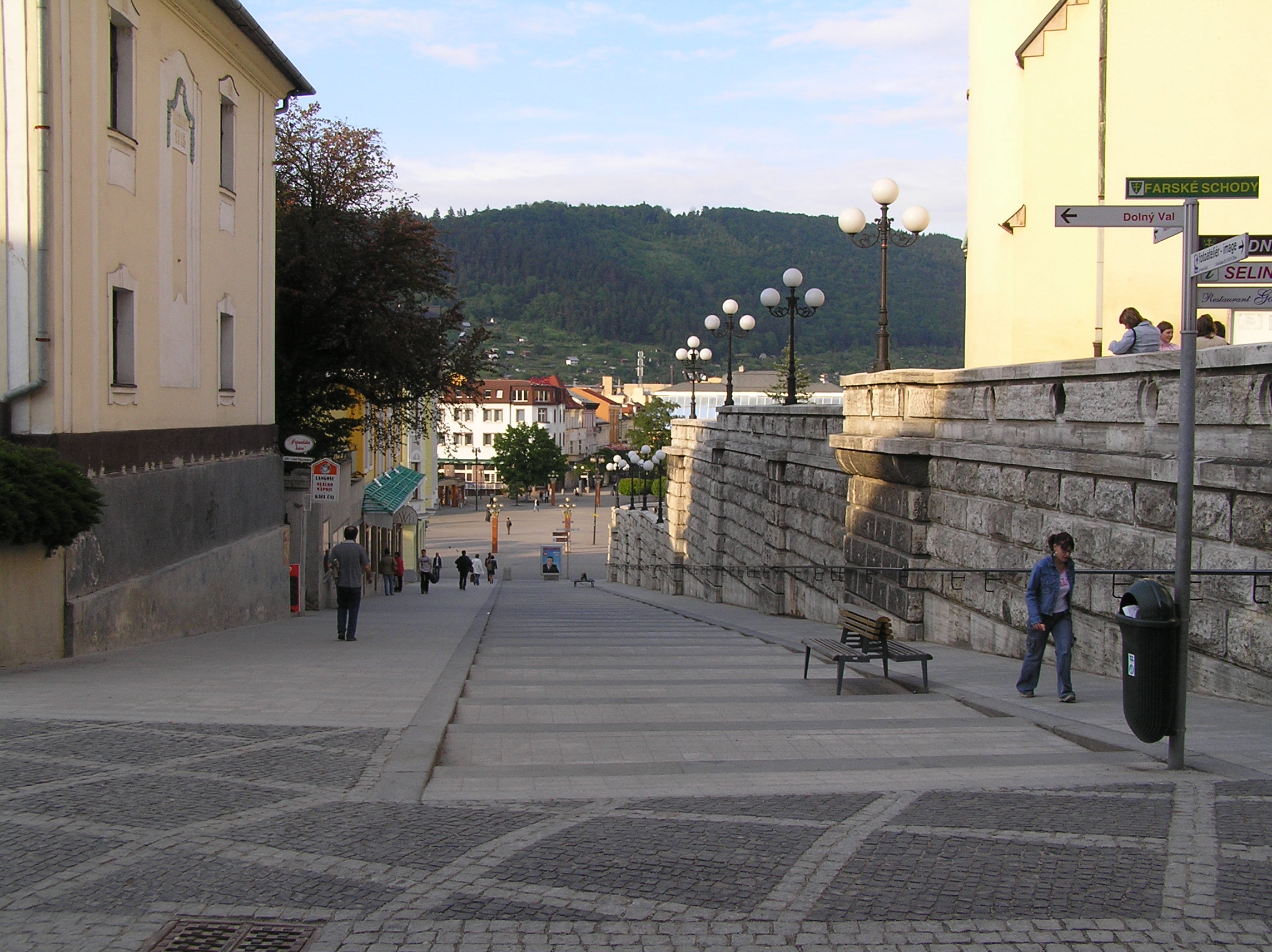
Na levé straně budova staré fary, dnes již zničena.

Kvůli výstavbě obchodního centra Mirage se však archeologický nález na původním místě nezachoval a byl přemístěn. V současnosti jsou zbytky věže zakomponovány do stavby a dotvářejí oddechovou zónu obchodního centra. Kvůli výstavbě byla již 12. července 2008 zničena památkově chráněná budova staré fary. Tyto kroky pobouřily veřejnost a ministerstvo kultury, které ji prohlásilo za národní kulturní památku SR (definitivně však až po jejím odstranění) i proti souhlasu církve. Ministerstvo podalo trestní oznámení. Projekt počítá s obnovením původní budovy fary a zakomponováním do nové budovy obchodního centra.